# 苏特氏菌属
苏特氏菌属（学名：Joostella）是黄杆菌科下的一个属。

## 下属物种
本属包括以下物种：
- 海苏特氏菌 Joostella marina Quan et al., 2008